# Érika Miranda
Érika Miranda (12 agosto 1988) è una judoka brasiliana.
Nel 2016 ha partecipato ai Giochi olimpici di Rio de Janeiro perdendo però il match valvole per la medaglia di bronzo contro la giapponese Misato Nakamura.

## Palmarès
- Mondiali

Rio de Janeiro 2013: argento nei 52kg;
Rio Chelyabinsk 2014: bronzo nei 52kg;
Astana 2015: bronzo nei 52kg;
Budapest 2017: argento nella gara a squadre e bronzo nei 52kg.
Baku 2018: bronzo nei 52 kg.
- Giochi panamericani

Rio de Janeiro 2007: argento nei 52kg;
Guadalajara 2011: argento nei 52kg;
Toronto 2015: oro nei 52kg.
- Campionati panamericani

Buenos Aires 2006: bronzo nei 52kg;
Montreal 2007: bronzo nei 52kg;
Miami 2008: argento nei 52kg;
Guadalajara 2011: bronzo nei 52kg;
Montreal 2012: oro nei 52kg;
San Jose 2013: bronzo nei 52kg;
Guayaquil 2014: oro nei 52kg;
Edmonton 2015: oro nei 52kg;
Havana 2016: oro nei 52kg.

### Vittorie nel circuito IJF
| Data           | Località       | Paese       | Categoria |
| -------------- | -------------- | ----------- | --------- |
| 18 giugno 2011 | Rio de Janeiro | Brasile     | Gran Slam |
| 26 maggio 2012 | Mosca          | Russia      | Gran Slam |
| 8 maggio 2015  | Baku           | Azerbaigian | Gran Slam |
| 20 maggio 2017 | Ekaterinburg   | Russia      | Gran Slam |